# Gervas John Mwasikwabhila Nyaisonga
Gervas John Mwasikwabhila Nyaisonga (* 3. November 1966 in Bunda, Mara) ist ein tansanischer Geistlicher und römisch-katholischer Erzbischof von Mbeya.

## Leben
Gervas John Mwasikwabhila Nyaisonga empfing am 11. Juli 1996 die Priesterweihe.
Papst Benedikt XVI. ernannte ihn am 9. Januar 2011 zum Bischof von Dodoma. Der Erzbischof von Daressalam, Polycarp Kardinal Pengo, spendete ihm am 19. März desselben Jahres die Bischofsweihe; Mitkonsekratoren waren der Erzbischof von Mwanza, Jude Thadaeus Ruwa’ichi OFMCap, und Evaristo Marc Chengula IMC, Bischof von Mbeya.
Am 17. Februar 2014 ernannte ihn Papst Franziskus zum Bischof von Mpanda. Am 21. Dezember 2018 ernannte ihn Papst Franziskus zum ersten Erzbischof des mit gleichem Datum zum Metropolitansitz erhobenen Erzbistums Mbeya.
Seit November 2021 ist er Vorsitzender der tansanischen Bischofskonferenz.